# Eriocoelum racemosum
Eriocoelum racemosum är en kinesträdsväxtart som beskrevs av John Gilbert Baker. Eriocoelum racemosum ingår i släktet Eriocoelum och familjen kinesträdsväxter. Inga underarter finns listade i Catalogue of Life.